# Medaglia della Croce Rossa di Monaco
La medaglia della Croce Rossa di Monaco è un'onorificenza del Principato di Monaco.

## Storia
La medaglia venne istituita dal principe Ranieri III di Monaco nel 1950, un anno dopo la sua ascesa al trono del Principato di Monaco.

## Assegnazione
Al personale al servizio ai malati in guerra o pace e per quanti si fossero distinti al servizio della Croce Rossa.

## Insegne
- La medaglia è composta da un disco circolare d'argento dorato, argento o bronzo a seconda della classe di benemerenza, sostenuto al nastro tramite una anello del medesimo materiale. Sul fronte della medaglia si trova raffigurato il volto del principe Ranieri III di Monaco rivolto verso sinistra, attorniato dalla scritta "RAINIER III PRINCE DE MONACO". Sul retro si trova invece una croce di Ginevra (croce greca) tra due rami d'alloro, il tutto attorniato dall'iscrizione "RECONNAISSANCE CROIX-ROUGE MONEGASQUE".
- Il nastro è rosso con al centro una losanga bianca con impressa una croce greca di colore rosso.